# Dundrennan
Dundrennan, schottisch-gälisch: Dun Droighnein, ist eine Ortschaft in der schottischen Council Area Dumfries and Galloway beziehungsweise in der traditionellen Grafschaft Kirkcudbrightshire. Sie liegt rund sieben Kilometer südöstlich von Kirkcudbright unweit der Küste des Solway Firth.

## Geschichte
Die Geschichte Dundrennans ist eng verknüpft mit dem Kloster Dundrennan. David I. stiftete das Kloster 1142 zusammen mit Fergus von Galloway. Nach der schottischen Reformation wurde die Anlage aufgegeben und verfiel zusehends. Zum Bau zahlreicher Häuser in Dundrennan wurde Steinmaterial der Klosterruine verwendet. Die heutige Dundrennan Parish Church stammt aus dem Jahre 1865. Die örtliche Grundschule wurde 2004 geschlossen.
Im Rahmen der Zensuserhebung 1961 wurden in Dundrennan 85 Einwohner gezählt.

## Verkehr
Die A711, die aus Dumfries kommend die Küstenorte anbindet, bildet die Hauptstraße von Dundrennan. Im Westen führt sie durch Kirkcudbright, um nördlich von Tongland in der A75 (Stranraer–Gretna Green) aufzugehen.